# Il venditore di storie
Il venditore di storie è un romanzo filosofico di Jostein Gaarder, pubblicato in Italia nel 2004.

## Trama
Petter ha sempre avuto una fervida immaginazione, fin dalla più tenera età infatti la sua compagna di giochi è stata la fantasia, capace di inventare sempre nuove avventure. Addirittura un suo prodotto onirico, un ometto altezzoso alto un metro, si è presentato improvvisamente anche nella realtà, decidendo di non abbandonarlo più.
Crescendo Petter diventa più socievole e si rivela anche un dongiovanni. Ma solo una ragazza, Maria, è in grado di capirlo appieno, nonostante decida di abbandonarlo dopo che il protagonista accetta di esaudire il suo desiderio più grande: avere un figlio da lui.
Nel mentre il giovane inizia a vendere storie, piccole tracce per scrittori poco ispirati, chiedendo un esiguo compenso. Tuttavia dopo diverso tempo la situazione gli sfugge di mano e molti iniziano a sospettare che il famoso "Ragno" che tesse le file della narrativa degli ultimi vent'anni possa essere lui. Viene dunque messo in guardia: è in atto una congiura di scrittori pronti ad ucciderlo. 
In questo romanzo Jostein Gaarder adotta uno stile diverso rispetto a quello delle altre opere. Il fine edificante della narrazione si percepisce infatti solo nella parte conclusiva, mentre prima vi è una profonda analisi, non tanto e non solo di tutto ciò che ci circonda – tipico del modus scribendi dell'autore norvegese – ma della psiche umana. Si percepisce fin dal principio infatti che il protagonista è affetto da grossi disturbi mentali, anche se ciò non gli impedisce di avere un'intelligenza superiore alla norma e forse è proprio il motore della sua fantasia. Gaarder riesce quindi ad entrare in questa mente psicotica e, narrando in prima persona, a riportarci ogni riflessione e turbamento di Petter.

## Edizioni
- Jostein Gaarder, Il venditore di storie, traduzione di Giovanna Paterniti, TEA, 2004,  p. 248, ISBN 88-502-0592-9.